# Rivière du Moulin (vattendrag i Kanada, lat 46,42, long -72,25)
Rivière du Moulin är ett vattendrag i Kanada.   Det ligger i provinsen Québec, i den sydöstra delen av landet, 290 km öster om huvudstaden Ottawa.
Omgivningarna runt Rivière du Moulin är en mosaik av jordbruksmark och naturlig växtlighet. Runt Rivière du Moulin är det glesbefolkat, med 15 invånare per kvadratkilometer.